# Giải đua ô tô Công thức 1 Trung Quốc 2017
Giải đua ô tô Công thức 1 Trung Quốc 2017 (tên chính thức là 2017 Formula 1 Heineken Chinese Grand Prix) là một cuộc đua Công thức 1 dự kiến được tổ chức ngày 9 tháng 4 năm 2017 tại Trường đua Quốc tế Thượng Hải ở Thượng Hải, Trung Quốc. Đây là chặng đua thứ hai của F1 2017, và là lần thứ mười bốn Giải đua F1 Trung Quốc được tổ chức trong hệ thống của F1 World Championship.
Cuộc đua được đánh dấu bởi những khó khăn trong các buổi đua thử vào thứ sáu khi thời tiết ở Thượng Hải đã khiến trực thăng y tế không thể có mặt và chỉ có hai mươi phút chạy thử. Lewis Hamilton đã giành pole lần thứ 6 liên tiếp tại Grand Prix Trung Quốc, xếp sau là Sebastian Vettel và đồng đội Valteri Bottas. Đường đua ẩm ướt khi cuộc đua bắt đầu tuy nhiên không hề có mưa trong cuộc đua. Hamilton dẫn đầu cuộc đua từ đầu đến cuối và là người có vòng đua nhanh nhất. Vettel đã thay đổi từ lốp xe trung bình sang lốp xe trơn (và phải chuyển sang chế độ virtual safety car), khiến anh tụt xuống vị trí thứ sáu, mặc dù vẫn về đích ở vị trí thứ hai. Max Verstappen bắt đầu từ vị trí thứ 16 và vượt qua chín chiếc xe ngay ở vòng đua đầu tiên, có lúc lên tới vị trí thứ hai nhưng kết thúc ở vị trí thứ ba.

## Vòng phân hạng
| TT                  | Số xe | Tay đua            | Đội đua                   | Vòng 1   | Vòng 2   | Vòng 3   | Vị trí |
| ------------------- | ----- | ------------------ | ------------------------- | -------- | -------- | -------- | ------ |
| 1                   | 44    | Lewis Hamilton     | Mercedes                  | 1:33.333 | 1:32.406 | 1:31.678 | 1      |
| 2                   | 5     | Sebastian Vettel   | Ferrari                   | 1:33.078 | 1:32.391 | 1:31.864 | 2      |
| 3                   | 77    | Valtteri Bottas    | Mercedes                  | 1:33.684 | 1:32.552 | 1:31.865 | 3      |
| 4                   | 7     | Kimi Räikkönen     | Ferrari                   | 1:33.341 | 1:32.181 | 1:32.140 | 4      |
| 5                   | 3     | Daniel Ricciardo   | Red Bull Racing-TAG Heuer | 1:34.041 | 1:33.546 | 1:33.033 | 5      |
| 6                   | 19    | Felipe Massa       | Williams-Mercedes         | 1:34:205 | 1:33.759 | 1:33.507 | 6      |
| 7                   | 27    | Nico Hülkenberg    | Renault                   | 1:34.453 | 1:33.636 | 1:33.580 | 7      |
| 8                   | 11    | Sergio Pérez       | Force India-Mercedes      | 1:34.657 | 1:33.920 | 1:33.706 | 8      |
| 9                   | 26    | Daniil Kvyat       | Toro Rosso                | 1:34.440 | 1:34.034 | 1:33.719 | 9      |
| 10                  | 18    | Lance Stroll       | Williams-Mercedes         | 1:33.986 | 1:34.090 | 1:34.220 | 10     |
| 11                  | 55    | Carlos Sainz Jr.   | Toro Rosso                | 1:34.567 | 1:34.150 |          | 11     |
| 12                  | 20    | Kevin Magnussen    | Haas-Ferrari              | 1:34.942 | 1:34.164 |          | 12     |
| 13                  | 14    | Fernando Alonso    | McLaren-Honda             | 1:34.499 | 1:34.372 |          | 13     |
| 14                  | 9     | Marcus Ericsson    | Sauber-Ferrari            | 1:34.892 | 1:35.046 |          | 14     |
| 15                  | 36    | Antonio Giovinazzi | Sauber-Ferrari            | 1:34.963 | no time  |          | 182    |
| 16                  | 2     | Stoffel Vandoorne  | McLaren-Honda             | 1:35.023 |          |          | 15     |
| 17                  | 8     | Romain Grosjean    | Haas-Ferrari              | 1:35.223 |          |          | 191    |
| 18                  | 30    | Jolyon Palmer      | Renault                   | 1:35.279 |          |          | 201    |
| 19                  | 33    | Max Verstappen     | Red Bull Racing-TAG Heuer | 1:35.433 |          |          | 16     |
| 20                  | 31    | Esteban Ocon       | Force India-Mercedes      | 1:35.496 |          |          | 17     |
| 107% time: 1:39.593 |       |                    |                           |          |          |          |        |
| Source:             |       |                    |                           |          |          |          |        |

Ghi chú
- ^1  – Romain Grosjean và Jolyon Palmer  vì bỏ qua cờ hiệu màu vàng ở vòng loại.[3]
- ^2  – Antonio Giovinazzi bị phạt lùi vị trí xuất phát xuống 5 bậc vì đổi hộp số không báo trước.[4]

### Cuộc đua
| TT      | S  | Tay đua            | Đội đua                   | Số vòng hoàn thành | Thời gian/Lý do bỏ cuộc | Vị trí xuất phát | Điểm |
| ------- | -- | ------------------ | ------------------------- | ------------------ | ----------------------- | ---------------- | ---- |
| 1       | 44 | Lewis Hamilton     | Mercedes                  | 56                 | 1:37:36.158             | 1                | 25   |
| 2       | 5  | Sebastian Vettel   | Ferrari                   | 56                 | +6.250                  | 2                | 18   |
| 3       | 33 | Max Verstappen     | Red Bull Racing-TAG Heuer | 56                 | +45.192                 | 16               | 15   |
| 4       | 3  | Daniel Ricciardo   | Red Bull Racing-TAG Heuer | 56                 | +46.035                 | 5                | 12   |
| 5       | 7  | Kimi Räikkönen     | Ferrari                   | 56                 | +48.076                 | 4                | 10   |
| 6       | 77 | Valtteri Bottas    | Mercedes                  | 56                 | +48.808                 | 3                | 8    |
| 7       | 55 | Carlos Sainz, Jr.  | Toro Rosso                | 56                 | +72.893                 | 11               | 6    |
| 8       | 20 | Kevin Magnussen    | Haas-Ferrari              | 55                 | +1 vòng                 | 12               | 4    |
| 9       | 11 | Sergio Perez       | Force India-Mercedes      | 55                 | +1 vòng                 | 8                | 2    |
| 10      | 31 | Esteban Ocon       | Force India-Mercedes      | 55                 | +1 vòng                 | 17               | 1    |
| 11      | 8  | Romain Grosjean    | Haas-Ferrari              | 55                 | +1 vòng                 | 19               |      |
| 12      | 27 | Nico Hülkenberg    | Renault                   | 55                 | +1 vòng                 | 5                |      |
| 13      | 30 | Jolyon Palmer      | Renault                   | 55                 | +1 vòng                 | 20               |      |
| 14      | 19 | Felipe Massa       | Williams-Mercedes         | 55                 | +1 vòng                 | 6                |      |
| 15      | 9  | Marcus Ericsson    | Sauber-Ferrari            | 55                 | +1 vòng                 | 14               |      |
| Ret     | 14 | Fernando Alonso    | McLaren-Honda             | 33                 | Đình chỉ                | 13               |      |
| Ret     | 26 | Daniil Kvyat       | Toro Rosso                | 18                 |                         | 9                |      |
| Ret     | 2  | Stoffel Vandoorne  | McLaren-Honda             | 17                 | Fuel pressure           | 15               |      |
| Ret     | 36 | Antonio Giovinazzi | Sauber-Ferrari            | 3                  | Tai nạn                 | 18               |      |
| Ret     | 18 | Lance Stroll       | Williams-Mercedes         | 0                  | Va chạm                 | 10               |      |
| Source: |    |                    |                           |                    |                         |                  |      |

### Bảng xếp hạng giải vô địch sau cuộc đua
|   | TT | Tay đua          | Điểm |
| - | -- | ---------------- | ---- |
|   | 1  | Sebastian Vettel | 43   |
|   | 2  | Lewis Hamilton   | 43   |
| 2 | 3  | Max Verstappen   | 25   |
| 1 | 4  | Valtteri Bottas  | 23   |
| 1 | 5  | Kimi Räikkönen   | 22   |

|   | TT | Đội đua                   | ĐIểm |
| - | -- | ------------------------- | ---- |
| 1 | 1  | Mercedes                  | 66   |
| 1 | 2  | Ferrari                   | 65   |
|   | 3  | Red Bull Racing-TAG Heuer | 37   |
| 2 | 4  | Toro Rosso                | 12   |
|   | 5  | Force India-Mercedes      | 10   |

- Chi chú: Only the top five positions are included for both sets of standings.